# Nadlymanske
Nadlymanske (ukrainisch Надлиманське; russisch Надлиманское Nadlimanskoje, deutsch Franzfeld) ist ein Dorf in der ukrainischen Oblast Odessa mit etwa 1800 Einwohnern (2001).

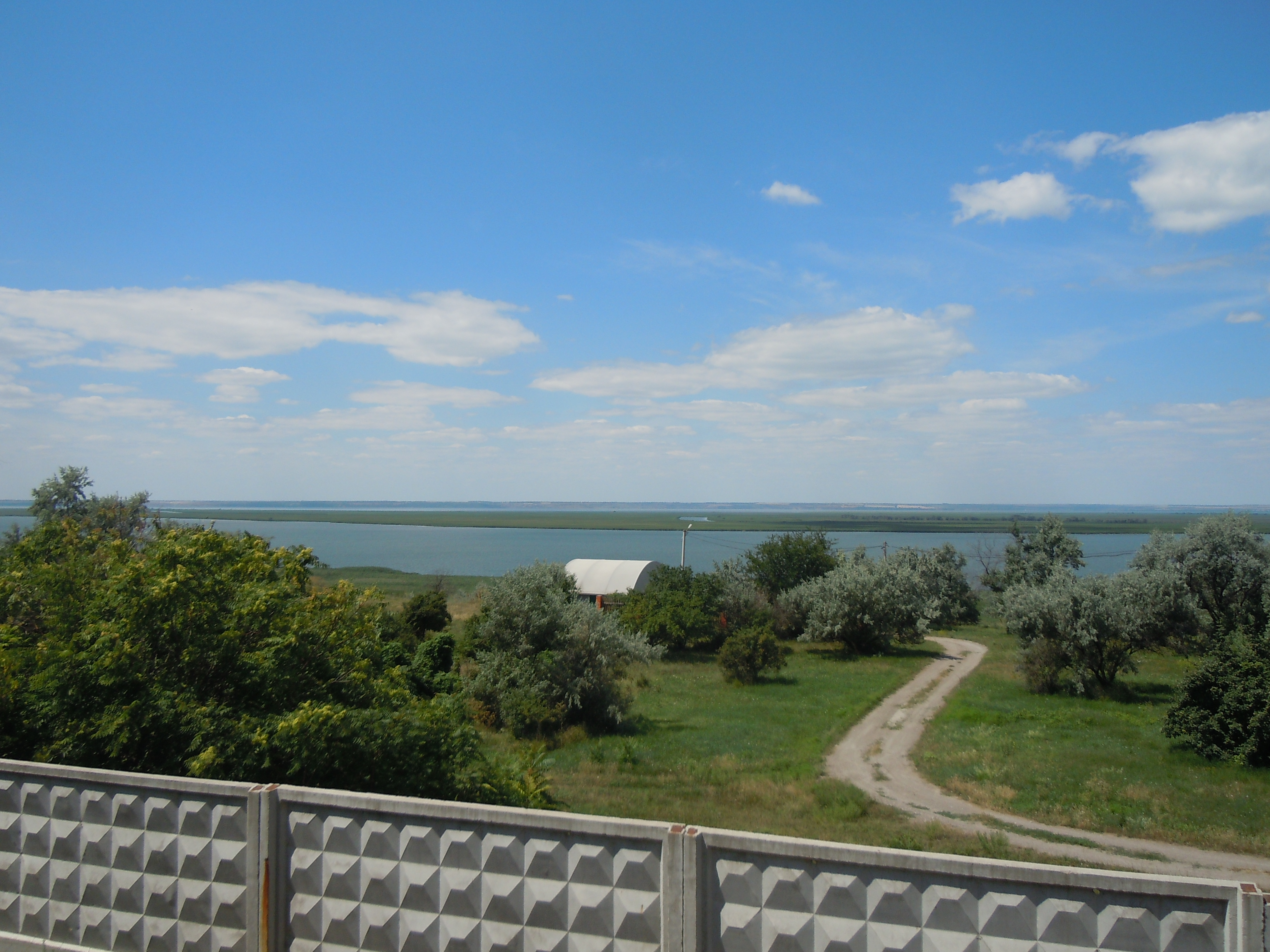
Blick von Nadlymanske auf die Karaholska-Bucht

Bis 2018 bildete das Dorf eine eigene Landratsgemeinde und bis 2020 lag es im Rajon Owidiopol. Seitdem gehört die Ortschaft  administrativ zur Landgemeinde Majaky im Westen des Rajon Odessa.

Großliebenthaler Kolonien bei Odessa. Mittig links das Dorf Franzfeld

## Geschichte
Das 1805 als schwarzmeerdeutsche Kolonie Franzfeld im Kolonistengebiet Großliebental von Siedlern aus Württemberg, dem Elsass, Bayern und Ungarn gegründete Dorf trug zwischen 1896 und 1917, zu Ehren von Großherzog Michail Romanow, den Namen Mychajliwka (Михайлівка). Nachdem die verbliebenen deutschen Einwohner 1944 von der vorrückenden Roten Armee vertrieben wurden, erhielt es am 1. Februar 1945 den Ortsnamen Nadlymanske. 1812 errichteten die ansässigen Katholiken eine erste Kirche im Dorf, die zur Pfarrei St. Joseph in Josephstal, dem heutigen Jossypiwka, gehörte. 1851 erbauten sie im neoklassizistischen Stil eine, dem Erzengel St. Michael gewidmete, Backsteinkirche und 1853 wurde hier eine eigenständige katholische Kirchengemeinde gegründet. 1858 kam, wahrscheinlich auf dem Friedhof, die Kapelle der Heiligen Jungfrau Maria hinzu. Am 1. Oktober 1861 wurde die Pfarrkirche vom Weihbischof des Bistums Tiraspol Wikentij Lipskyj (Вікентій Ліпський; 1795–1875) geweiht. Während des Bestehens der Sowjetunion baute man das Kirchengebäude zu einem heute noch bestehenden Kulturhaus um.

## Geografische Lage

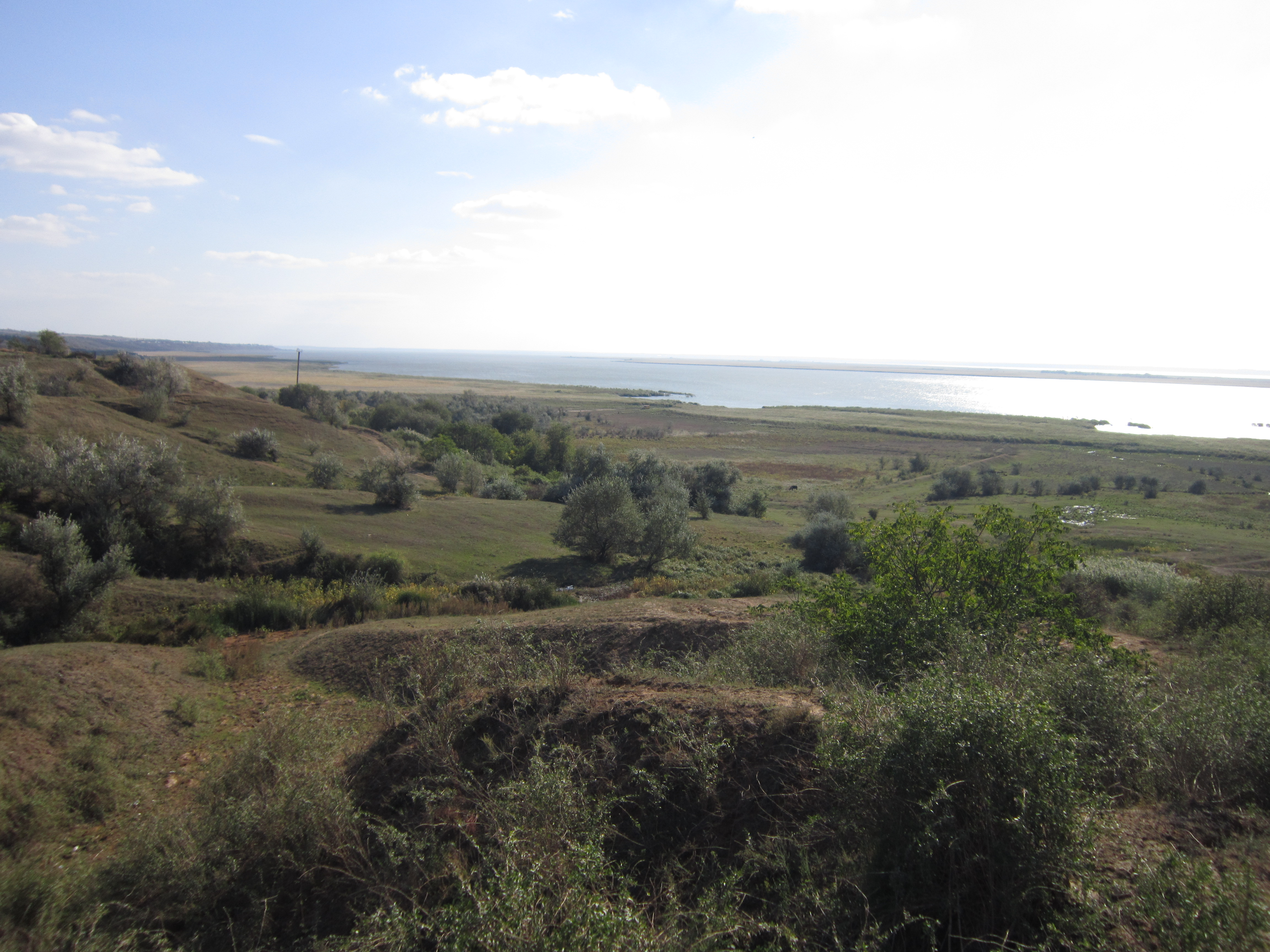
Landschaft beim Dorf

Nadlymanske liegt auf einer Höhe von 45 m im Westen des 2008 eingerichteten Nationalparks Unterer Dnister (ukrainisch Нижньодністровський національний природний парк Nyschnodnistrowskyj nazionalnyj pryrodnyj park) innerhalb eines Ramsar-Gebietes am linken Ufer der Karaholska-Bucht (Карагольська затока) des Dnister-Limans. Das Gemeindezentrum Majaky befindet sich 8 km nordwestlich und das Rajon- und Oblastzentrum Odessa 40 km östlich der Ortschaft. Durch das Dorf verläuft die Territorialstraße T–16–25, die nach 20 km in südliche Richtung zur Stadt Owidiopol führt.

## Söhne und Töchter der Ortschaft
- Anton Zerr (1849–1932), römisch-katholischer Bischof von Tiraspol.